# 托雷西利亚德劳尔登
托雷西利亚德劳尔登，是西班牙卡斯蒂利亚-莱昂巴利亚多利德省的一个市镇。总面积60平方公里，总人口351人（2001年），人口密度6人/平方公里。